# 金井壽宏
金井 壽宏（かない としひろ、1954年5月25日 - ）は、日本の経営学者。神戸大学名誉教授。立命館大学食マネジメント学部教授。専門は経営管理・経営行動科学。
Ph.D.（マサチューセッツ工科大学・1989年）、博士（経営学）（神戸大学・1992年）。

## 概説
経営人材研究所代表。日本のキャリア研究の第一人者。経営学の中でも特にモチベーション、リーダーシップ、キャリアなど、人の心理・生涯教育に関わるテーマを主に研究している。
著書は共著などを含めて60冊を超え、日本の自己啓発関係者のカリスマ的存在である。
灘中学校・高等学校を卒業後、臨床心理学の研究を志し、京都大学教育学部教育心理学科へ入学。

## 略歴
1954年神戸市灘区生まれ。

### 学歴
- 1968年 兵庫県神戸市立摩耶小学校卒業
- 1974年 灘中学校・高等学校卒業、京都大学教育学部入学
- 1978年 同卒業、神戸大学大学院経営学研究科博士課程入学
- 1980年 神戸大学大学院経営学研究科博士課程前期課程修了（経営学修士）
- 1985年 MIT留学
- 1989年 Ph.D. (Management)（マサチューセッツ工科大学）
- 1992年 博士（経営学）（神戸大学）（学位論文『組織変動過程における管理者行動の研究』）

### 研究歴
- 1980年 神戸大学経営学部助手
- 1983年 同講師
- 1994年 同教授
- 1999年 同大学院経営学研究科教授（組織変更）
- 2010年 同研究科長
- 2021年
  - 同大学名誉教授
  - 立命館大学食マネジメント学部教授

### 社会的活動
- 東洋ゴム工業株式会社取締役（2012年6月～2015年11月）
- ロート製薬取締役、コープこうべ役員等
- 指導学生に鈴木竜太、松嶋登、西尾久美子、勝原裕美子、服部泰宏、森永雄太など

## 受章・受賞歴
- 1989年 第5回 組織学会高宮賞（論文部門）「企業者コミュニティにおけるネットワーキング組織の生成と機能」（神戸大学経営学部研究年報）
- 1991年 第34回 日経・経済図書文化賞『変革型ミドルの探求』
- 1993年 第9回 組織学会高宮賞（著作部門）『変革型ミドルの探求』
- 2019年春 紫綬褒章[3]

## 主要著作

### 単著
- 『変革型ミドルの探求 - 戦略・革新指向の管理者行動』（白桃書房、1991年）ISBN 4561221875
- 『ニューウェーブ・マネジメント - 思索する経営』（創元社、1993年）ISBN 4422100637
- 『企業者ネットワーキングの世界 - MITとボストン近辺の企業者コミュニティの探求』（白桃書房、1994年）ISBN 4561232311
- 『経営組織』（日本経済新聞社、1999年）ISBN 4532105374
- 『中年力マネジメント - 働き方ニューステップ』（創元社、1999年）ISBN 4422100750
- 『働くひとのためのキャリア・デザイン』（PHP研究所、2002年）ISBN 456961941X
- 『「はげまし」の経営学』（宝島社、2002年）ISBN 479662628X
- 『仕事で「一皮むける」 - 関経連「一皮むけた経験」に学ぶ』（光文社、2002年）ISBN 4334031706
- 『組織を動かす最強のマネジメント心理学 - 組織と働く個人の「心的エナジー」を生かす法』（中経出版、2002年）ISBN 4806116122
- 『キャリア・デザイン・ガイド - 自分のキャリアをうまく振り返り展望するために』（白桃書房、2003年）ISBN 4561233865
- 『会社と個人を元気にするキャリア・カウンセリング』（日本経済新聞社、2003年）ISBN 4532310741
- 『組織変革のビジョン』（光文社、2004年）ISBN 4334032613
- 『ハッピー社員 - 仕事の世界の幸福論 解決! 組織で働く悩み』（プレジデント社、2004年）ISBN 4833450054
- 『リーダーシップ入門』（日本経済新聞社、2005年）ISBN 453211053X
- 『あったかい仕事力相談室』（千倉書房、2006年）ISBN 4805108592
- 『働くみんなのモティベーション論』（NTT出版、2006年）ISBN 4757121539
- 『やる気! 攻略本』（ミシマ社、2008年）ISBN 4903908046
- 『危機の時代の「やる気」学』（ソフトバンククリエイティブ 、2009年）ISBN 4093878633
- 『「人勢塾」 ポジティブ心理学が人と組織を鍛える』（小学館、2010年）ISBN 4093878633

### 共著
- 『ウルトラマン研究序説』（SUPER STRINGS サーフライダー21編、共著、中経出版、1991年）ISBN 4806105600
- 『組織とグループウェア - ポスト・リストラクチャリングの知識創造』（ダグラス・エンゲルバート、西垣通、三宅なほみ、岡田啓司、テリー・ウィノグラード、石井裕と共著、NTT出版、1992年）ISBN 4871881881
- 『創造するミドル - 生き方とキャリアを考えつづけるために』（沼上幹、米倉誠一郎と共著、有斐閣、1994年）ISBN 4641067082
- 『日本企業の適応力 - 現代企業研究』（企業行動研究グループ編集、日本経済新聞社、1995年）ISBN 4532130824
- 『スポーツに学ぶチームマネジメント - 葛藤するミドルへ贈る』（家田武文、柏英樹と共著、ダイヤモンドセールス編集企画、1996年）ISBN 4478082243
- 『強いサラリーマン、へたばる企業』（橋爪大三郎と共著、廣済堂出版、2001年）ISBN 4331508587
- 『あなたの生き方を変える - 生きがいを求めるあなたに』（神鋼ヒューマンクリエイト編集、學生社、2002年）ISBN 431160047X
- 『会社の元気は人事がつくる - 企業変革を生み出すHRM』（高橋潔、守島基博と共著、日本経団連出版、2002年）ISBN 4818522082
- 『これが答えだ! - 部下の潜在力を引き出す12の質問』（カート・コフマン、ガブリエル・ゴンザレス＝モリナ、加賀山卓朗と共著、日本経済新聞社、2003年）ISBN 4532310628
- 『組織行動の考え方 - ひとを活かし組織力を高める9つのキーコンセプト』（高橋潔と共著、東洋経済新報社、2004年）ISBN 4492521461
- 『CHO - 最高人事責任者が会社を変える』（原井新介、須東朋広、守島基博、出馬幹也と共著、東洋経済新報社、2004年）ISBN 4492531785
- 『部下を動かす人事戦略』（高橋俊介と共著、PHP研究所、2004年）ISBN 4569639577
- 『踊る大捜査線に学ぶ組織論入門』（田柳恵美子と共著、かんき出版、2005年）ISBN 476126277X
- 『キャリアの常識の嘘』（高橋俊介と共著、朝日新聞社、2005年）ISBN 4023303623
- 『リーダーシップの旅 見えないものを見る』（野田智義と共著、光文社、2007年）ISBN 433403389X
- 『サーバントリーダーシップ入門』（池田守男と共著、かんき出版、2007年）ISBN 476126473X
- 『過剰管理の処方箋 - 自然にみんながやる気！になる』（岸良裕司と共著、かんき出版、2009年）ISBN 4761265795
- 『社長と教授の｢やる気！｣特別講座』（小笹芳央と共著、かんき出版、2010年）ISBN 476126702X
- 『Jリーグの行動科学』（高橋潔編著、白桃書房、2010年）ISBN 4561265376
- 『語りと騙りの間 - 羅生門的現実と人間のレスポンシビリティー』（森岡正芳、高井俊次、中西眞知子と編集、ナカニシヤ出版、2009年 ISBN 4779503477
- 『リフレクティブ・マネジャー - 一流はつねに内省する』（中原淳と共著、光文社、2009年）ISBN 4334035280
- 『型破りのコーチング』（平尾誠二と共著、PHP研究所、2009年）ISBN 4569774776
- 『リーダーは自然体 無理せず、飾らず、ありのまま』（増田弥生と共著、光文社、2010年）ISBN 4334035671
- 『神戸大学ビジネススクールで教える コーチング・リーダーシップ』（伊藤守、鈴木義幸と共著、ダイヤモンド社、2010年）ISBN 4478008825
- 『社長と教授の｢やる気！｣特別講座』（小笹芳央と共著、かんき出版、2010年）ISBN 476126702X
- 『組織エスノグラフィー』（佐藤郁哉、ギデオン・クンダ、ジョン・ヴァン-マーネンと共著、有斐閣、2010年）ISBN 4641163626
- 『実践知 - エキスパートの知性』（楠見孝と共編、有斐閣、2012年）ISBN 4641163863

### 監修
- 『なぜあの人は「イキイキ」としているのか - 働く仲間と考えた「モチベーション」「ストレス」の正体』（人と組織の活性化研究会（著）、プレジデント社、2006年）ISBN 4833418428

### 訳著
- 『ザ・ゼネラル・マネジャー - 実力経営者の発想と行動』（ジョン・コッター（著）、ダイヤモンド社、1984年）ASIN B000J772W8
- 『会社の中の権力者、道化師、詐欺師 - リーダーシップの精神分析』（マンフレッド・ケッツ・ド・ブリース（著）、創元社、1998年）ISBN 4422100742
- 『キャリア・アンカー - 自分のほんとうの価値を発見しよう』（エドガー・シャイン（著）、白桃書房、2003年）ISBN 4561233857
- 『キャリア・サバイバル - 職務と役割の戦略的プラニング』（エドガー・シャイン（著）、白桃書房、2003年）ISBN 4561233385

### 共訳
- 『会社の中の「困った人たち」 - 上司と部下の精神分析』（マンフレッド・ケッツ・ド・ブリース（著）、岩坂彰（訳）、創元社、1998年）ISBN 4422100734
- 『経営革命大全 - 世界をリードする79人のビジネス思想』（ジョセフ・ボイエット（著）、ジミー・ボイエット（著）、大川修二（訳）、日本経済新聞社、1999年）ISBN 4532191386
- 『めざせ! CEO』（ジェフリー・フォックス（著）、馬場先澄子（訳）、万来舎、2000年）ISBN 4901221019
- 『めざせ! レインメーカー』（ジェフリー・フォックス（著）、馬場先澄子（訳）、万来舎、2001年）ISBN 4901221051
- 『完全なる経営』（アブラハム・マズロー（著）、大川修二（訳）、日本経済新聞社、2001年）ISBN 4532148634
- 『ハイ・フライヤー - 次世代リーダーの育成法』（モーガン・マッコール（著）、リクルートワークス研究所（訳）、プレジデント社、2002年）ISBN 4833417197
- 『経営パワー大全 - 最強起業家に学ぶ、戦略と実行のマネジメント』（ジョセフ・ボイエット（著）、ジミー・ボイエット（著）、加登豊（訳）、大川修二（訳）、日本経済新聞社、2003年）ISBN 4532310466
- 『仕事の裏切り - なぜ、私たちは働くのか』（ジョアン・キウーラ（著）、中嶋愛（訳）、翔泳社、2003年）ISBN 479810440X
- 『企業文化 - 生き残りの指針』（エドガー・シャイン（著）、片山佳代子（訳）、尾川丈一（訳）、白桃書房、2004年）ISBN 4561233938
- 『「決定的瞬間」の思考法 - キャリアとリーダーシップを磨くために』（ジョセフ・バダラッコ（著）、福嶋俊造（訳）、東洋経済新報社、2004年）ISBN 4492531793
- 『洗脳するマネジメント - 企業文化を操作せよ』（ギデオン・クンダ（著）、樫村志保（訳）、日経BP社、2005年）ISBN 4822244679
- 『J. P. コッター ビジネス・リーダー論』（ジョン・コッター（著）、加護野忠男（訳）、谷光太郎（訳）、宇田川富秋（訳）、ダイヤモンド社、2009年）ISBN 4478005796
- 『キャリア・アンカー〈Ⅰ〉セルフ・アセスメント』（エドガー・シャイン（著）、高橋潔（訳）、白桃書房、2009年）ISBN 4561225021
- 『リーダーシップ・チャレンジ』（ジェームズ・クーゼス（著）、バリー・ポズナー（著）、伊東奈美子（訳）、海と月社、2010年）ISBN 4903212157

### 監訳
- 『シンクロニシティ - 未来をつくるリーダーシップ』（ジョセフ・ジャウォースキー（著）、野津智子（訳）、英治出版、2007年）ISBN 4862760120
- 『幸之助論 - 「経営の神様」松下幸之助の物語』（ジョン・コッター（著）、高橋啓（訳）、ダイヤモンド社、2008年）ISBN 4478003122
- 『サーバントリーダーシップ』（ロバート・グリーンリーフ（著）、ラリー・スピアーズ（編集）、金井真弓（訳）、英治出版、2008年）ISBN 4862760406
- 『ワーク・モティベーション』（ゲイリー・レイサム（著）、依田卓巳（訳）、NTT出版、2009年）ISBN 4757121997
- 『人を助けるとはどういうことか - 本当の「協力関係」をつくる7つの原則』（エドガー・シャイン（著）、金井真弓（訳）、英治出版、2009年）ISBN 4862760600
- 『リーダーシップ開発ハンドブック - The Center for Creative Leadership:CCL』（シンシア・マッコーレイ（著）、エレン・ヴァン ヴェルサ（著）、ラス・モクスレイ（著）、嶋村伸明（訳）、リクルートマネジメントソリューションズ組織行動研究所（訳）、白桃書房、2011年）ISBN 4561245464
- 『会議のリーダーが知っておくべき10の原則 - ホールシステム・アプローチで組織が変わる』（マーヴィン・ワイスボード（著）、サンドラ・ジャノフ（著）、野津智子（訳）、英治出版、2012年）ISBN 4862761216

### その他
- 『「日本型」思考法ではもう勝てない』（平尾誠二（著）、ダイヤモンド社、2001年）ISBN 4478372853
- 『キャリアとモティベーション論の新動向』（レビックグローバル（監督）、2007年）ASIN B000PHX622
- 『面白法人カヤック会社案内』（柳澤大輔（著）、プレジデント社、2008年）ISBN 4833418932
- 『はたらきたい。』（ほぼ日刊イトイ新聞（著、編集）、糸井重里（監修）、東京糸井重里事務所、2010年）ISBN 4902516179
- 『新装版 ほぼ日の就職論「はたらきたい。」』（ほぼ日刊イトイ新聞（著、編集）、板尾創路（著）、ピエール瀧（著）、天久聖一（著）、浜野謙太 SAKEROCK（著）、河野晴樹（著）、しりあがり寿（著）、みうらじゅん（著）、矢沢永吉（著）、糸井重里（監修）、東京糸井重里事務所、2008年）ISBN 4902516322
- 『モティベーションをまなぶ12の理論』（鹿毛雅治（著）、櫻井茂男（その他）、伊藤忠弘（その他）、上淵寿（その他）、大芦治（その他）、村山航（その他）、及川昌典（その他）、浅川希洋志（その他）、中谷素之（その他）、外山美樹（その他）、伊藤圭子（その他）、金剛出版、2012年）ISBN 4772412492